# Псамафа
Псамафа (Псамафея, др.-греч. Ψαμάθη «песок») — в древнегреческой мифологии — нереида, жена Протея и мать Эйдотеи. От Протея она родила Феоклимена и Феоною.
Возлюбленная Эака, царя острова Эгины, пытаясь избежать его объятий, превратилась в тюленя, но он настиг её: Псамафа родила от него сына Фока (по-гречески значит «тюлень»).
Фок был убит своими единокровными братьями (сыновьями Эака) — Пелеем и Теламоном. За убийство своего сына Псамафа наслала на стада Пелея чудовищного болотного волка. Фетида (тоже нереида) умолила Псамафу унять гнев, и волк вместе с одним из зарезанных им быков был превращён в мраморную глыбу.
Возможно, тождественна некоему микенскому божеству qe-sa-ma-qa.
В честь неё назван один из спутников Нептуна.